# Lajos Dunai
Lajos Dunai (Budapeste, 29 de novembro de 1942 - 18 de dezembro de 2000) foi um futebolista húngaro, campeão olímpico. 

## Carreira
Lajos Dunai fez parte do elenco medalha de ouro, nos Jogos Olímpicos de 1968.

## Ligações Externas
- «Perfil de Lajos Dunai» (em inglês). em torneios FIFA